# Carga em Kaukab

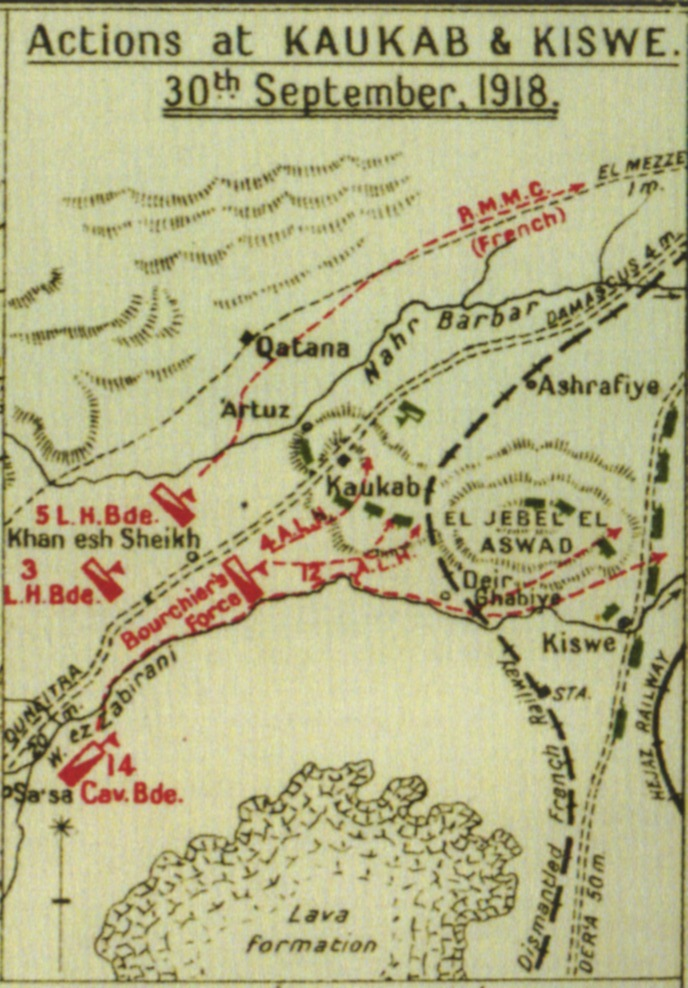
Mapa das ações em Kaubab e Kiswe

A carga em Kaukab foi travada em 30 de setembro de 1918 em Kaukab, 16 km a sul de Damasco, durante a perseguição às tropas otomanas e alemãs em retirada, levada a cabo pelo Corpo Montado do Deserto aliado que culminou com a Conquista de Damasco. A perseguição seguiu-se à vitória decisiva da Força Expedicionária Egípcia na Batalha de Megido, durante a fase final da Campanha do Sinai e Palestina da Primeira Guerra Mundial. A carga ocorreu quando a Divisão Montada Australiana cavalgava para norte ao longo da principal estrada que ligava a Galileia a Damasco; algumas unidades dessa divisão carregaram sobre uma posição de retaguarda otomana situada na estrada, na serrania de Kaukab, na região de Hauran.
Na sequência das vitórias nas batalhas de Sarom e de Nablus, durante a Batalha de Megido, o que restava do Sétimo e Oitavo exércitos otomanos retiraram em colunas dos montes da Judeia em direção a norte, para Damasco. Deixaram posições de retaguarda em Samakh, Tiberíades e em Jisr Benat Yakub (ponte das filhas de Jacó), todas elas capturadas pela cavalaria australiana. Restos do Quarto Exército otomano que retiravam pela Estrada dos Peregrinos, através de Daraa, foram perseguidos pela 4.ª Divisão de Cavalaria indiana que atacaram a retaguarda inimiga em Irbid.
As tropas otomanas e alemãs que restavam dos 7.º e 8.º exércitos, que tinham constituído as guarnições derrotadas de Samakh e de Tiberíades, depois de terem sido expulsas das suas posições defensivas em Jisr Benat Yakub, juntaram-se aos defensores de Damasco e entrincheiraram-se em Kaukab, em terreno alto dos dois lados da principal estrada entre Jerusalém e Damasco via Nablus e Quneitra. Ali, o 4.º e 12.º regimentos australianos de cavalaria ligeira carregaram sobre a encosta, capturando parte da retaguarda, enquanto que o resto dos defensores debandaram em retirada quando a 5.ª Brigada de cavalaria ligeira, constituída por australianos e franceses flanqueou as suas posições no lado ocidental.